# Xã Albion, Quận Noble, Indiana
Xã Albion (tiếng Anh: Albion Township) là một xã thuộc quận Noble, tiểu bang Indiana, Hoa Kỳ. Năm 2010, dân số của xã này là 2.456 người.